# James Moylan
James Camacho Moylan (Tumon, 18 luglio 1962) è un politico statunitense, delegato di Guam alla Camera dei Rappresentanti dal 2023.

## Biografia
Nato e cresciuto a Guam in una famiglia politicamente attiva, Moylan studiò diritto penale all'Università di Guam.
Prestò servizio come ufficiale incaricato nell'esercito degli Stati Uniti e successivamente come ufficiale per la libertà vigilata in seno al Dipartimento di Correzione di Guam. Lavorò inoltre come agente assicurativo.
Entrato in politica con il Partito Repubblicano, nel 2018 venne eletto all'interno della legislatura di Guam.
Nel 2022 si candidò alla Camera dei Rappresentanti per il seggio da delegato non votante assegnato al territorio di Guam all'interno del Congresso. Moylan riuscì a vincere le elezioni, sconfiggendo di misura l'avversaria democratica Judith Won Pat. Divenne così il primo repubblicano a rappresentare il territorio di Guam dal 1993, quando era terminato il mandato di Vicente T. Blaz.
Durante la sua permanenza alla Camera, si impegnò a scrivere disegni di legge a favore dei veterani e per estendere la copertura di Medicare ai cittadini statunitensi residenti nelle Filippine. Si espresse a favore della deportazione degli immigrati condannati in via giudiziaria.